# Astolfo Dutra Nicácio Neto
Astolfo Dutra Nicácio Neto foi um político brasileiro do estado de Minas Gerais. Foi deputado estadual em Minas Gerais pelo PSD de 1947 a 1951